# Clavulina gracilis
Clavulina gracilis är en svampart som beskrevs av Corner 1950. Clavulina gracilis ingår i släktet Clavulina och familjen Clavulinaceae.   Inga underarter finns listade i Catalogue of Life.